# Little Atlin Lake
Little Atlin Lake är en sjö i Kanada.   Den ligger i territoriet Yukon, i den västra delen av landet, 4 100 km väster om huvudstaden Ottawa. Little Atlin Lake ligger 764 meter över havet. Arean är 0,47 kvadratkilometer. Den sträcker sig 0,8 kilometer i nord-sydlig riktning, och 0,9 kilometer i öst-västlig riktning.
Trakten runt Little Atlin Lake är nära nog obefolkad, med mindre än två invånare per kvadratkilometer.